# Schieß-Juniorenweltmeisterschaften 2021
Die Schieß-Juniorenweltmeisterschaften 2021 fanden vom 27. September bis 10. Oktober 2021 in der peruanischen Hauptstadt Lima statt.
Insgesamt wurden 39 Disziplinen ausgetragen, davon 16 bei den Junioren, 16 bei den Juniorinnen und 7 bei den Junioren-Mixed. Es waren 382 Starter aus 34 Nationen gemeldet.

## Ergebnisse

### Junioren

#### Gewehr
| Wettbewerb                                            | Gold                                                 | Gold      | Silber                                                                          | Silber | Bronze                                                                          | Bronze  |
| ----------------------------------------------------- | ---------------------------------------------------- | --------- | ------------------------------------------------------------------------------- | ------ | ------------------------------------------------------------------------------- | ------- |
| 10 m Luftgewehr                                       | William Shaner                                       | 250,7     | Rudrankksh Patil                                                                | 250,0  | Rylan Kissell                                                                   | 228,2   |
| 10 m Luftgewehr Mannschaft                            | IndienDhanush Srikanth Rajpreet Singh Paarth Makhija | 16        | Vereinigte StaatenWilliam Shaner Rylan Kissell John Blanton III                 | 6      | SpanienJesus Oviedo Juan Cecilia Jorge Estevez Solorzano                        | 16 (10) |
| 50 m Kleinkalibergewehr liegend                       | Soma Richard Hammerl                                 | 623,4     | Jiří Přívratský                                                                 | 622,9  | Max Braun                                                                       | 621,5   |
| 50 m Kleinkalibergewehr Dreistellungskampf            | Aishwary Pratap Singh Tomar                          | 463,4 WJR | Lucas Bernard Denis Kryzs                                                       | 456,5  | Gavin Raymond Leigh Barnick                                                     | 446,6   |
| 50 m Kleinkalibergewehr Dreistellungskampf Mannschaft | UngarnViktor Kiss Ferenc Török Soma Richard Hammerl  | 46        | FrankreichNathan Bailly Lucas Bernard Denis Kryzs Bastien Louis Noel Destefanis | 44     | Vereinigte StaatenRylan Kissell Braden Wayne Peiser Gavin Raymond Leigh Barnick | 46 (44) |

#### Pistole
| Wettbewerb                          | Gold                                            | Gold     | Silber                                                   | Silber   | Bronze                                                                      | Bronze  |
| ----------------------------------- | ----------------------------------------------- | -------- | -------------------------------------------------------- | -------- | --------------------------------------------------------------------------- | ------- |
| 10 m Luftpistole                    | Abdul-Aziz Kurdzi                               | 236,8    | Martin Freije Torneiro                                   | 235,5    | Eduard Baumeister                                                           | 215,4   |
| 10 m Luftpistole Mannschaft         | IndienSarabjot Singh Naveen Naveen Shiva Narwal | 16       | BelarusAbdul-Aziz Kurdzi Ivan Kazak Uladzislau Dzemesh   | 14       | Vereinigte StaatenRemington Smith Hunter Alan Battig Wesley Travis Anderson | 16 (10) |
| 25 m Schnellfeuerpistole            | Henry Turner Leverett                           | 32       | Adarsh Singh                                             | 28       | Laurent Pierre Andre Cussigh                                                | 24      |
| 25 m Schnellfeuerpistole Mannschaft | IndienAdarsh Singh Vijayveer Sidhu Anish Anish  | 10       | DeutschlandFabian Otto Felix Luca Hollfoth Tobias Gsoell | 2        | ThailandSchwakon Triniphakorn Wachiravit Phuangthong Ram Khamhaeng          | 9 (3)   |
| 25 m Standardpistole                | Vijayveer Sidhu                                 | 570 (17) | Udhayveer Sidhu                                          | 570 (14) | Harsch Gupta                                                                | 566     |
| 50 m Freie Pistole                  | Arjun Singh Cheema                              | 549 (11) | Shaurya Sarin                                            | 549 (5)  | Ajinkya                                                                     | 549 (5) |

#### Wurftauben
| Wettbewerb             | Gold                                                        | Gold | Silber                                                                          | Silber | Bronze                                                | Bronze |
| ---------------------- | ----------------------------------------------------------- | ---- | ------------------------------------------------------------------------------- | ------ | ----------------------------------------------------- | ------ |
| Trap                   | Andrés García                                               | 41   | Erdogan Akkaya                                                                  | 38     | Juan Antonio Garcia                                   | 30     |
| Trap Mannschaft        | ItalienSamuele Faustinelli Lorenzo Franquillo Fabio Fiandri | 6    | IndienBakhtyaruddin Mohamadmuzahid Malek Shardul Vihan Vivaan Kapoor            | 4      | SlowakeiDaniel Hruska Filip Benkovsky Timotej Toth    | 6 (2)  |
| Doppel-Trap Grand Prix | Vinay Pratap Singh Chandrawat                               | 120  | Sehajpreet Singh                                                                | 114    | Mayank Shokeen                                        | 111    |
| Skeet                  | Elijah Keith Ellis                                          | 53   | Jordan Douglas Sapp                                                             | 52     | Cristian Ghilli                                       | 42     |
| Skeet Mannschaft       | ItalienCristian Ghilli Francesco Bernardini Giammarco Tuzi  | 6    | Vereinigte StaatenJordan Douglas Sapp Benjamin Joseph Keller Elijah Keith Ellis | 4      | IndienRajveer Gill Ayush Rudraraju Abhay Singh Sekhon | 6 (0)  |

### Juniorinnen

#### Gewehr
| Wettbewerb                                            | Gold                                                                     | Gold                 | Silber                                       | Silber               | Bronze                                                                  | Bronze  |
| ----------------------------------------------------- | ------------------------------------------------------------------------ | -------------------- | -------------------------------------------- | -------------------- | ----------------------------------------------------------------------- | ------- |
| 10 m Luftgewehr                                       | Océanne Muller                                                           | 250,6 Shoot-off 10,4 | Mary Tucker                                  | 250,6 Shoot-off 10,0 | Ramita                                                                  | 229,1   |
| 10 m Luftgewehr Mannschaft                            | UngarnEszter Meszaros Eszter Denes Lea Horvath                           | 16                   | IndienNisha Kanwar Zeena Khitta Atmika Gupta | 14                   | FrankreichOcéanne Muller Julia Canestrelli Agathe Cecile Camille Girard | 16 (14) |
| 50 m Kleinkalibergewehr liegend                       | Anna Janssen                                                             | 632,3                | Mary Tucker                                  | 622,3                | Sheileen Waibel                                                         | 620,0   |
| 50 m Kleinkalibergewehr Dreistellungskampf            | Julia Canestrelli                                                        | 455,7                | Eszter Meszaros                              | 454,3                | Mary Tucker                                                             | 443,8   |
| 50 m Kleinkalibergewehr Dreistellungskampf Mannschaft | Vereinigte StaatenMolly Elizabeth McGhin Katie Lorraine Zaun Mary Tucker | 47                   | IndienNischal Prasiddhi Mahant Ayushi Podder | 43                   | DeutschlandNele Stark Larissa Weindorf Anna Janssen                     | 46 (38) |

#### Pistole
| Wettbewerb                      | Gold                                           | Gold  | Silber                                                                             | Silber | Bronze                                                     | Bronze  |
| ------------------------------- | ---------------------------------------------- | ----- | ---------------------------------------------------------------------------------- | ------ | ---------------------------------------------------------- | ------- |
| 10 m Luftpistole                | Manu Bhaker                                    | 241,3 | Esha Singh                                                                         | 240,0  | Yasemin Beyza Yılmaz                                       | 217,9   |
| 10 m Luftpistole Mannschaft     | IndienRhythm Sangwan Manu Bhaker Shikha Narwal | 16    | BelarusAliaksandra Piatrova Zoya Dasko Alina Nestsiarovich                         | 12     | UkraineViliena Bevz Yana Chuchmarova Nadiia Shamanova      | 16 (14) |
| 25 m Pistole                    | Naamya Kapoor                                  | 36    | Camille Jedrzejewski                                                               | 33     | Manu Bhaker                                                | 31      |
| 25 m Standardpistole            | Rhythm Sangwan                                 | 573   | Niveditha Velorr Nair                                                              | 565    | Naamya Kapoor                                              | 563     |
| 25 m Standardpistole Mannschaft | IndienRhythm Sangwan Manu Bhaker Naamya Kapoor | 16    | Vereinigte StaatenAbbie Russell leverett Katelyn Morgan Abelin Ada Claudia Korkhin | 4      | FrankreichCamille Jedrzejewski Heloise Fourre Elisa Candel | 17 (7)  |
| 50 m Freie Pistole              | Shikha Narwal                                  | 530   | Esha Singh                                                                         | 529    | Navdeep Kaur Navdeep Kaur                                  | 526     |

#### Wurftauben
| Wettbewerb             | Gold                                                                        | Gold           | Silber                                                 | Silber         | Bronze                                                    | Bronze |
| ---------------------- | --------------------------------------------------------------------------- | -------------- | ------------------------------------------------------ | -------------- | --------------------------------------------------------- | ------ |
| Trap                   | Oriane Monique Froment                                                      | 41             | Ryann Paige Phillips                                   | 40             | Giorgia Lenticchia                                        | 30     |
| Trap Mannschaft        | Vereinigte StaatenFaith Alexa Pendergrass Sydney Marie Krieger Bethany High | 6              | ItalienGaia Regazzini Sofia Littame Giorgia Lenticchia | 4              | DeutschlandNadine Halwax Patricia Dannler Lena Hubbermann | 6 (2)  |
| Doppel-Trap Grand Prix | Manvi Soni                                                                  | 105            | Yeshaya Hafiz Contractor                               | 90             | Hitasha                                                   | 76     |
| Skeet                  | Alishia Fayth Layne                                                         | 46 Shoot-off 2 | Ganemat Sekhon                                         | 46 Shoot-off 0 | Sara Bongini                                              | 35     |
| Skeet Mannschaft       | IndienAreeba Khan Raiza Dhillon Ganemat Sekhon                              | 6              | ItalienDamiana Paolacci Sara Bongini Giada Longhi      | 0              | DeutschlandIsabel Wassing Annabella Hettmer Emilie Bundan | 6 (4)  |

### Junioren Mixed
| Wettbewerb                         | Gold                                  | Gold | Silber                                     | Silber | Bronze                                       | Bronze  |
| ---------------------------------- | ------------------------------------- | ---- | ------------------------------------------ | ------ | -------------------------------------------- | ------- |
| 10 m Luftgewehr                    | Mary Tucker William Shaner            | 17   | Atmika Gupta Rajpreet Singh                | 15     | Sofia Ceccarello Danilo Dennis Sollazzo      | 16 (6)  |
| 50 m liegend Luftgewehr            | Larissa Weindorf Max Braun            | 17   | Molly Elizabeth McGhin Braden Wayne Peiser | 5      | Mary Tucker Gavin Barnick                    | 16 (8)  |
| 50 m Dreistellungskampf Luftgewehr | Anna Janssen Max Braun                | 31   | Ayushi Podder Aishwary Pratap Singh Tomar  | 17     | Veronika Blažíčková Jiří Přívratský          | 33 (27) |
| 10 m Luftpistole                   | Manu Bhaker Sarabjot Singh            | 17   | Shikha Narwal Naveen                       | 13     | Daria-Olimpia Haristiade Luca Joldea         | 16      |
| 25 m Schnellfeuerpistole           | Vijayveer Sidhu Rhythm Sangwan        | 9    | Kanyakorn Hirunphoem Schwakon Triniphakorn | 1      | Anish Tejaswini                              | 12 (8)  |
| Trap                               | Juan Antonio Garcia Mar Molne Magrina | 41   | Sofia Littame Samuele Faustinelli          | 35     | Marius Josef Erik John Nadine Halwax         | 40 (36) |
| Skeet                              | Sara Bongini Cristian Ghilli          | 31   | Etienne-Cristian Islai Raveca-Maria Islai  | 29     | Nikolaos Frantzeskakis Emmanouela Katzouraki | 29 (27) |

## Medaillenspiegel
| Platz  | Land               | Gold | Silber | Bronze | Gesamt |
| ------ | ------------------ | ---- | ------ | ------ | ------ |
| 01     | Indien             | 17   | 16     | 10     | 43     |
| 02     | Vereinigte Staaten | 7    | 8      | 6      | 21     |
| 03     | Italien            | 3    | 3      | 4      | 10     |
| 04     | Frankreich         | 3    | 3      | 3      | 9      |
| 05     | Deutschland        | 3    | 1      | 6      | 10     |
| 06     | Ungarn             | 3    | 1      | —      | 4      |
| 07     | Spanien            | 2    | 1      | 2      | 5      |
| 08     | Belarus            | 1    | 2      | —      | 3      |
| 09     | Tschechien         | —    | 1      | 1      | 2      |
| 09     | Rumänien           | —    | 1      | 1      | 2      |
| 09     | Thailand           | —    | 1      | 1      | 2      |
| 09     | Türkei             | —    | 1      | 1      | 2      |
| 12     | Österreich         | —    | —      | 1      | 1      |
| 12     | Griechenland       | —    | —      | 1      | 1      |
| 12     | Slowakei           | —    | —      | 1      | 1      |
| 12     | Ukraine            | —    | —      | 1      | 1      |
| Gesamt | Gesamt             | 39   | 39     | 39     | 117    |